# Hlupín
Hlupín (en allemand : Hlupin) est une commune du district de Strakonice, dans la région de Bohême-du-Sud, en République tchèque. Sa population s'élevait à 95 habitants en 2020.

## Géographie
Hlupín se trouve à 12 km au nord-ouest de Strakonice, à 64 km au nord-ouest de České Budějovice et à 95 km au sud-ouest de Prague.
La commune est limitée par Mečichov au nord, par Doubravice et Třebohostice à l'est, par Mnichov et Střelské Hoštice au sud, et par Horažďovice à l'ouest.

## Histoire
La première mention écrite du village date de 1382.